# Uchucchacuaita

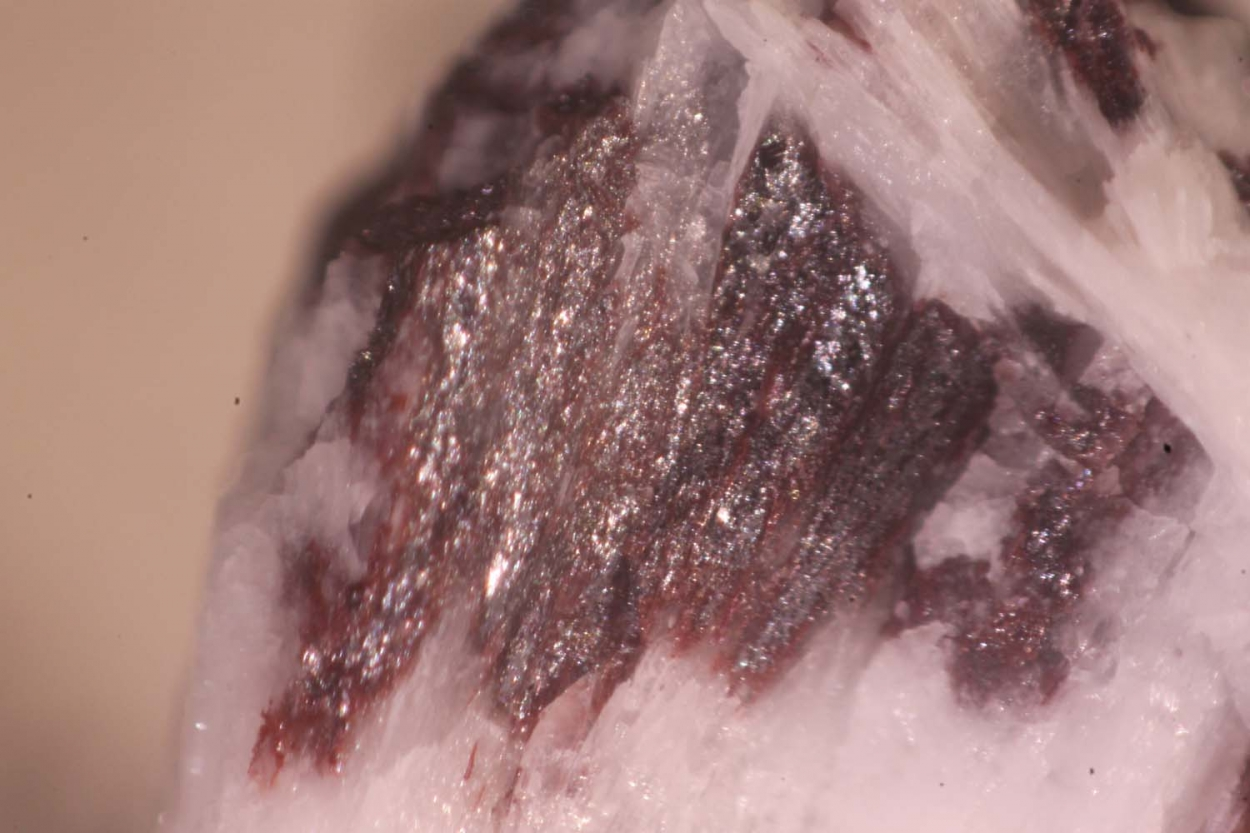
Imagem do mineral

A uchucchacuaita é um mineral da classe dos sulfuretos, que pertence à série homóloga da lilianita. Seu nome vem de sua localidade-tipo, a mina Uchucchacua, no Peru.

## Características
A uchucchacuaita é uma sulfossal de fórmula química AgMnPb3Sb5S12. Foi aprovada como espécie válida pela Associação Mineralógica Internacional no ano 1981. Cristaliza no sistema ortoròmbic. A sua dureza à escala de Mohs é 3,5.

## Formação e jazigos
Foi descoberta no ano 1981 a mina Uchucchacua, à província de Oyon (Departamento de Lima, Peru). Também foi encontrada nas minas de Bear Basin (Washington, Estados Unidos) e a duas localidades de Hokkaido (Japão): a mina Inakuraishi, a Furubira (província de Shiribeshi) e a mina Tohya, a Takarada (Abuta-gun). Geralmente é encontrado associado a outros minerais como:: alabandita, galena, benavidesita, esfalerita, pirita, pirrotina e arsenopirita.